# Pownal (Maine)
Pour l’article homonyme, voir Pownal.
La ville de Pownal est située dans le comté de Cumberland, dans l’État du Maine, aux États-Unis. Sa population s’élevait à 1 474 habitants lors du recensement de 2010, estimée à 1 510 habitants en 2014.